# Persa occidental
El persa occidental o el persa iranià és el dialecte més àmpliament parlat de persa. És parlat dins Iran i per minories dins Iraq i els estats de Golf Pèrsic. Perses ètnics dins Kuwait, Qatar, EAU, Bahrain per més de 25-30% de les poblacions allà. És un de tres dialectes importants de persa.l persa occidental és també conegut Persa iranià, Farsi, Occidental Farsi, o senzillament Persa.